# ترجمة ثقافية
الترجمة الثقافية هي الترجمة التي تراعى فيها أوجه الاعتبار المأخوذ بها في الثقافة وكيفية نظرها إلى الأشياء.